# 赫伯特·潘考
赫伯特·潘考（德語：Herbert Pankau，1941年10月4日—2025年7月25日），德国男子足球运动员，司职中场。他曾代表德国联队参加1964年夏季奥林匹克运动会足球比赛，获得一枚铜牌。